# Orthocladius tridentiger
Orthocladius tridentiger är en tvåvingeart som beskrevs av Jean-Jacques Kieffer 1925. Orthocladius tridentiger ingår i släktet Orthocladius och familjen fjädermyggor.
Artens utbredningsområde är Tyskland. Inga underarter finns listade i Catalogue of Life.